# Alianza Europea de Movimientos Nacionales
La Alianza Europea de Movimientos Nacionales (del inglés Alliance of European National Movements, AENM) fue un Partido político europeo formado en Budapest el 24 de octubre de 2009. El partido se presentó en Bruselas el 12 de noviembre de 2009.
Durante los días 19 y 20 de enero, en la sede del Parlamento Europeo de Estrasburgo, se realizaron diversas reuniones entre los grupos miembros y aspirantes, firmando los Estatutos del nuevo partido. En dicha reunión se acordó la entrada del Movimiento Social Republicano español.

## Miembros
| País        | Partido                                  | Diputados nacionales | Diputados europeos |
| ----------- | ---------------------------------------- | -------------------- | ------------------ |
| Bulgaria    | Partido Nacional Democrático (ND)        | 0/240                | 0/17               |
| Italia      | Movimiento Social Llama Tricolor (MS-FD) | 0/630                | 0/73               |
| Portugal    | Levántate (E)                            | 0/230                | 0/21               |
| Reino Unido | Partido Nacional Británico (BNP)         | 0/650                |                    |

### Personas asociadas
| País     | Nombre                      | Partido                      | Cargo                    |
| -------- | --------------------------- | ---------------------------- | ------------------------ |
| Bélgica  | Christian Verougstraete     | Vlaams Belang                | Diputado regional        |
| Bulgaria | Dimitar Stoyanov            | Partido Nacional Democrático |                          |
| Hungría  | Béla Kovács                 | Jobbik                       | Eurodiputado (2014-2019) |
| Lituania | Dailis Alfonsas Barakauskas | Orden y Justicia             | Diputado nacional        |

### Antiguos miembros
| País      | Partido                       | Notas                                                           |
| --------- | ----------------------------- | --------------------------------------------------------------- |
| España    | Movimiento Social Republicano | Disuelto el 30 de enero de 2018.                                |
| Finlandia | Frente Blanco y Azul          | El partido permanece inactivo desde 2015.                       |
| Francia   | Frente Nacional               | En 2010 abandona para crear la Alianza Europea por la Libertad. |
| Hungría   | Jobbik                        | En 2016 corta su afiliación con la AEMN.                        |
| Suecia    | Nacional Demócratas           | Partido disuelto en abril de 2014.                              |

### Antiguos miembros observadores
| País    | Partido | Notas                                                                          |
| ------- | ------- | ------------------------------------------------------------------------------ |
| Ucrania | Svoboda | Renuncia a su estatus en marzo de 2014 por desacuerdos respecto al Euromaidán. |